# 凸集

凸集

非凸集（凹集）

在点集拓扑学與欧几里得空间中，凸集（Convex set）是一個點集合，其中每兩點之間的线段點都落在該點集合中。

## 凸集實例
- 區間是實數的凸集。
- 依據定義，中空的圓形稱為圆（circle），它不是凸集；實心的圓形稱為圆盘（disk），它是凸集。
- 凸多邊形是歐幾理得平面上的凸集，它們的每隻角都小於180度。
- 单纯形是凸集，對於單純形的顶点集合來說，單純形是它們的最小凸集，所以單純形也是一個凸包。
- 定宽曲线是凸集。

## 凸集的延森不等式定義
在度量幾何中，琴生不等式（Jensen's inequality）為凸集給出一個最健全的解釋，而不必牽涉到二階導數：

假設{\displaystyle S}為在實或複向量空間的集。若對於所有{\displaystyle x,y\in S}和所有{\displaystyle t\in [0,1]}，有{\displaystyle (1-t)x+ty\in S}，則稱{\displaystyle S}為凸集。
簡單而言，就是{\displaystyle S}中的任何兩點之間的直線段都屬於{\displaystyle S}。因此，凸集是一個連通空間。

## 特殊凸集
特殊凸集是特別給了名稱的凸集，它們可能是具有額外性質的凸集，或是在某種定義下的凸集（非一般定義中的凸集）。

### 具有額外性質的凸集
- 絕對凸集：若{\displaystyle S}既是凸集又是平衡集，則稱{\displaystyle S}為絕對凸的。

### 在某種定義下的凸集
- 星形凸集：若集{\displaystyle S}中存在一點{\displaystyle x_{0}}，使得由{\displaystyle x_{0}}到{\displaystyle S}中任何一點的直線段都屬於{\displaystyle S}，則稱{\displaystyle S}為星形域或星形凸集。星形域是簡單連通的。

## 性質
若{\displaystyle S}是凸集，對於任意{\displaystyle u_{1},u_{2},\ldots ,u_{r}\in S}，及所有非負數{\displaystyle \lambda _{1},\lambda _{2},\ldots ,\lambda _{r}}滿足{\displaystyle \lambda _{1}+\lambda _{2}+\cdots +\lambda _{r}=1}，都有
{\displaystyle \sum _{k=1}^{r}\lambda _{k}u_{k}\in S}。這個向量稱為{\displaystyle u_{1},u_{2},\ldots ,u_{r}}的凸組合。

## 非歐幾何的凸集
對於非歐平面，可用測地線來取代在歐幾理德凸集的定義內直線段。